# К Венере, о стихах Волюзия
«К Венере, о стихах Волюзия» — условное название стихотворения римского поэта Гая Валерия Катулла, включённого в состав посмертного сборника («Книги Катулла Веронского») под номером 36. В нём автор обращается к своей возлюбленной (предположительно это Лесбия). Прежде, во время ссоры, Катулл писал о «Венере» язвительные ямбы, но теперь она согласилась на примирение с условием, что эти стихи («писанина дряннейшего поэта») будут сожжены. Катулл вместо этого сжёг стихотворные «Анналы» некоего Волюзия, заявив, что они написаны ещё хуже.
О Волюзии больше ничего не известно. Существует гипотеза, что речь идёт об историке Танузии, враге Гая Юлия Цезаря, упомянутом у Светония и Плутарха.